# Sent Milion
Sent Milion (en francès Saint-Émilion) és un municipi francès situat al departament de la Gironda i a la regió de la Nova Aquitània.

## Demografia
| 1962                                       | 1968  | 1975  | 1982  | 1990  | 1999  | 2007  |
| ------------------------------------------ | ----- | ----- | ----- | ----- | ----- | ----- |
| 3.335                                      | 3.403 | 3.323 | 3.010 | 2.799 | 2.345 | 2.090 |
| Des de 1962: població sense dobles comptes |       |       |       |       |       |       |

## Administració
| Període   | Identitat            | Partit |
| --------- | -------------------- | ------ |
| 2001-2007 | Louis Raymond Préaud |        |
| 2007-     | Bernard Lauret       |        |